# Belisana apo
Belisana apo är en spindelart som beskrevs av Huber 2005. Belisana apo ingår i släktet Belisana och familjen dallerspindlar.
Artens utbredningsområde är Filippinerna. Inga underarter finns listade.